# 大通大廈 (芝加哥)
大通大廈（英語：Chase Tower）位在美國芝加哥洛普區南迪爾伯恩街（South Dearborn Street）10號，芝加哥地鐵藍色線經過，樓高60層，建築高度260（850英尺）。大通大廈完工於1969年，目前為芝加哥第10高摩天大樓，美國第44高摩天大樓。美國大通銀行總部設在大通大廈，艾索倫電力公司總部也設在此。
本大樓原為莫里森飯店原址，該飯店於1965年拆除後改建之，並在1969年完工後名為第一國民廣場（First National Plaza），同時成為芝加哥第一國民銀行總部。1998年，大樓成為芝加哥第一銀行總部，因此也改名為第一銀行大廈（Bank One Tower）。2005年10月24日芝加哥第一銀行與美國大通銀行合併後，更名為大通大廈，並使用至今。

## 外部連結
- projectchicago.org entry: Chase Tower（英文）